# Una famiglia sottosopra
Una famiglia sottosopra è un film commedia del 2024, diretto da Alessandro Genovesi, con Luca Argentero e Valentina Lodovini, distribuito dalla Eagle Pictures.

## Trama
Alessandro Moretti, marito di Margherita e padre di tre figli, è disoccupato e ciò lo porta a essere insoddisfatto della propria vita. Inoltre, anche il rapporto con la propria moglie si sta lentamente logorando. Durante una notta passata in un hotel situato in un parco dei divertimenti, per festeggiare il compleanno della figlia minore assieme alla suocera, avviene un sortilegio. L'indomani ogni componente della famiglia si ritroverà nel corpo di un altro.